# Вильчковский, Владислав
Владислав Вильчковский (пол. Władysław Wilczkowski; ок. 1630 — 18 сентября 1683) — польский военный, гусарский офицер и поручик, староста вискийский и звиногродский.

## Биография
Представитель польского шляхетского рода Вильчковских герба «Елита».
Во время шведского нашествия (1655) Владислав Вильчковский командовал гусарскими хоругвями воеводы сандомирского Владислава Мышковского (220 всадников). В 1656 году он принимал участие в зимней кампании Стефана Чарнецкого, участвовал в битве при Варке.
Во время русско-польской войны (1654—1667) Владислав Вильчковский командовал гусарскими хоругвями в польской военной кампании на Украине в 1660 году (битвы под Любаром, Чудновом и Слободищем). Он командовал гусарскими хоругвями воеводы краковского Александра Михаила Любомирского. 26 сентября 1660 года он возглавил преследование отступающей армии Василия Шереметева и Тимофея Цецуры. В окрестностях Любара гусары Вильчковского и Вижицкого (около 140 всадников) атаковали арьергард русско-казацкого войска (700 русских кирасир и 2500 казацкой пехоты), частично разбив и рассеяв противника. Самуил Лещинский, описывая кампанию на Украине, записал: «Вильчковский заработал бессмертную славу».
В 1672 году Владислав Вильчковский прославился победой над татарами в битве под Краснобродом, где он с двумя гусарскими хоругвями атаковал превосходящие силы противника и отбил у него награбленную добычу.
В 1683 году Владислав Вильчковский был командиром гусарских хоругвей Станислава Ираклия Любомирского и участвовал в Венской битве против турок-османов.
О внезапной смерти поручика В. Вильчковского написал польский король Ян III Собеский в своих «письмах к Марысеньке».